# Ferat Istrefi
Ferat Istrefi (* 10. April 1991 in Göteborg, Schweden) ist ein albanischer Tennisspieler.

## Werdegang
Istrefi begann im Alter von sechs Jahren mit dem Tennis. Im Mai 2010 war er Mitglied der neu formierten albanischen Davis-Cup-Mannschaft. Auch für die Begegnungen im Mai 2011 wurde er nominiert. Seine Matchbilanz im Davis Cup verzeichnet einen Sieg bei neun Niederlagen (Stand Juli 2013).